# Енді Вільямс (ямайський футболіст)
Ендрю Вільямс (англ. Andrew Williams; нар. 23 вересня 1977, Торонто, Канада) — колишній ямайський футболіст, що грав на позиції півзахисника.
Виступав, зокрема, за клуби «Нью-Інгленд Революшн», «Чикаго Файр» та «Реал Солт-Лейк», а також національну збірну Ямайки.

## Клубна кар'єра
У дорослому футболі дебютував 1997 року виступами за команду клубу «Реал Мона», в якій провів один рік.
Згодом з 1998 по 2000 рік грав у складі команд клубів «Гарбор В'ю», «Коламбус Крю» та «Маямі Ф'южн».
Своєю грою за останню команду привернув увагу представників тренерського штабу клубу «Нью-Інгленд Революшн», до складу якого приєднався 2001 року. Відіграв за команду з Массачусетса наступний сезон своєї ігрової кар'єри. Більшість часу, проведеного у складі «Нью-Інгленд Революшн», був основним гравцем команди.
Протягом 2002—2002 років захищав кольори команди клубу «Нью-Йорк Метростарс».
2003 року уклав контракт з клубом «Чикаго Файр», у складі якого провів наступний рік своєї кар'єри гравця. Граючи у складі «Чикаго Файр» також здебільшого виходив на поле в основному складі команди.
2005 року перейшов до клубу «Реал Солт-Лейк», за який відіграв 6 сезонів. Тренерським штабом нового клубу також розглядався як гравець «основи». Завершив професійну кар'єру футболіста виступами за команду «Реал Солт-Лейк» у 2011 році.

## Виступи за збірну
1997 року дебютував в офіційних матчах у складі національної збірної Ямайки. Протягом кар'єри у національній команді, яка тривала 12 років, провів у формі головної команди країни 97 матчів, забивши 20 голів.
У складі збірної був учасником розіграшу Золотого кубка КОНКАКАФ 1998 року у США, чемпіонату світу 1998 року у Франції, розіграшу Золотого кубка КОНКАКАФ 2000 року у США, розіграшу Золотого кубка КОНКАКАФ 2003 року у США і Мексиці, розіграшу Золотого кубка КОНКАКАФ 2005 року у США.

## Титули і досягнення
- Переможець Карибського кубка: 2005, 2008